# Индекс автомобильных номеров Финляндии
Регистрационный номерной знак Финляндии — обычно состоит из трёх букв и трёх цифр, разделённых тире. Также существуют персональные номерные знаки, которые могут состоять только из букв. С 1989 года буквенный префикс не даёт никакой информации о городе или регионе, где был зарегистрирован автомобиль; исключение — регистрационные номерные знаки Аландских островов, которые имеют свой конкретный тип и формат. В период с 1972—1973 по 1989 годы первая буква префикса указывала на регион регистрации и не изменялась, пока автомобиль не был перерегистрирован в другом районе Финляндии.

## История
1917—1922 годы. После провозглашения независимости Финляндии в каждом городе использовались свои собственные регистрационные знаки.
1922 — 1929 годы. Регистрационные знаки представляли собой пластину белого цвета, на которой указывалось название региона и 4 цифры.
1930-е — 1940-е годы. Были выпущены номерные знаки, цвет которых менялся каждый год. В нечётные года номера были белого цвета, а комбинации наносились чёрным; в чётные года пластины для номеров были чёрные, а комбинации — белые. На номере указывался код региона регистрации, затем «тире», после чего указывались максимум 4 цифры. Также в левой части номерного знака имело место клеймо и указывались две последние цифры текущего года.
В 1950 году были отменены ежегодные регистрационные номера. Стандартный регистрационный номер состоял из 2-х букв, далее следовал знак «тире» и затем максимум 3 цифры, которые чеканились на белой или чёрной пластине. Первая буква в таком номере обозначал регион страны, где был зарегистрирован автомобиль.
В 1960 году на регистрационных знаках была введена белая окантовка. Регистрационный номер состоял из 3-х букв и 1-й или 2-х цифр.
В 1972 году был введён новый формат номерных знаков, используемый до сих пор.
В 1996 году был уменьшен размер номерных знаков.
2001 год ознаменовался вводом регистрационных знаков образца Европейского Союза.

## Текущий формат
Номерной знак представляет собой прямоугольную светоотражающую пластину с белым фоном, на которую наносятся буквенно-цифровые комбинации чёрного цвета. Кодовая группа состоит из двух частей: две или три буквы, далее символ «тире», затем изображается до трёх цифр. В левой части знака располагается синий прямоугольник с символом ЕС, а также сокращённое обозначение страны — FIN, нанесённое белым цветом.

### Технические данные
Стандартные размеры регистрационных знаков Финляндии:
- длина: 442 мм (либо 256 мм)
- ширина: 118 мм (либо 200 мм)

Расположение отверстий для крепления:
- для полноразмерных «номеров»: от левой и правой грани — 63,5 мм; от верхней грани — 59 мм; диаметр отверстия — 7 мм.
- для знаков меньшего размера: от левой и правой грани — 18 мм; от верхней грани — 100 мм; диаметр отверстия — 7 мм.

Размеры номерных знаков старой серии:
- длина: 397 мм (либо 338 мм)
- ширина: 118 мм

### Ограничения
В Финляндии для стандартных регистрационных знаков, выдающихся каждому автолюбителю, существуют ограничения по использованию некоторых букв и цифр.
- Знак может содержать 2 — 3 буквы и 1 — 3 цифры. Таким образом, максимальная «длина» регистрационного знака — 6 символов.
- На номерных знаках могут использоваться латинские буквы от A — Z, а также Ä и Ö.
- Буквенная группа не может начинаться с букв P и W, так как они используются на номерных знаках трейлеров. Однако, автовладелец может приобрести специальные номерные знаки, буквенная группа на которых будет начинаться с этих букв.
- Цифровая комбинация не может начинаться с 0.

## Специальные номерные знаки
- Номерные знаки транспортных средств дипломатических миссий. Представляют собой прямоугольник синего цвета, с нанесенными на него белыми светоотражающими буквенно-цифровыми комбинациями. В качестве буквенного префикса используются буквы C и CD (фр. Corps Diplomatique). Количество цифр, используемых на знаке ограничено: при использовании префикса C — 5 цифр, а при использовании CD — 4 цифры.

| CD-123 |

| C-1234 |

- Номерные знаки строительных транспортных средств и тракторов. Имеют светоотражающий тёмно-жёлтый фон пластины, на который наносятся кодовые комбинации чёрного цвета. Знак имеет следующий формат: в левой половине расположена цифровая кодовая группа, которая может состоять из максимум 3-х цифр; в правой части расположен буквенный префикс, «длина» которого может быть максимум 3 знака. Цифровая кодовая группа и буквенный префикс разделены знаком «тире».
Трёхбуквенные знаки для тракторов были введены в 1982 году. До этого, для данного типа транспортных средств, использовались знаки, на которых на оранжевом фоне пластины наносились красные регистрационные номера. Такие знаки можно встретить и сейчас на технике, которая была зарегистрирована во времена выпуска старых номерных знаков.

| 561-ZN |

- Регистрационные знаки музейных автомобилей и мотоциклов. Номерные знаки музейных автомобилей представляют собой чёрную пластину с нанесённым на неё буквенным префиксом, «длина» которого может варьироваться от 2-х до 3-х символов, и цифровым кодом, состоящим из максимум 3-х знаков. Знаки музейных мотоциклов практически не отличаются от автомобильных. Единственное отличие — меньший размер знака и буквенный префикс может содержать максимум 2 символа.